# Курашвили, Мамука
Маму́ка Курашви́ли (груз. მამუკა ყურაშვილი; 17 января 1970) — грузинский бригадный генерал.

## Биография
Является родственником довольно известного мецената, Георгия Курашвили.
В 2007—2008 командующий миротворческими операциями Объединённого Штаба ВС Грузии; руководил грузинским батальоном в составе Смешанных сил по поддержанию мира.
В 2009—2011 годах — военный атташе посольства Грузии на Украине.

## Деятельность во время войны в Грузии
8 августа 2008 года Курашвили озвучил позицию грузинской стороны «зачистить Цхинвали от криминальных элементов». 14 августа появились сообщения о ранении Курашвили в зоне конфликта.